# Premio Giuseppe Berto
Il premio Giuseppe Berto è un premio letterario italiano. È considerato il più prestigioso riconoscimento nazionale per un'opera prima di narrativa.

## Storia
Il premio è stato fondato a Mogliano Veneto, città natale di Giuseppe Berto, nel 1988, da un gruppo di amici ed estimatori dell'autore, tra cui: Giancarlo Vigorelli, Michel David, Cesare De Michelis, Dante Troisi e Gaetano Tumiati (Troisi e Tumiati che furono, tra le altre cose, compagni di prigionia di Berto nel campo di concentramento di Hereford, in Texas).
Berto, com'è noto, benché autore di grandi successi, fu a lungo ignorato dalla critica ufficiale, generalmente per il suo straordinario anticonformismo. Lo stesso Berto conosceva bene gli ostacoli che opere valide trovavano nel mondo dell'editoria e s'era sempre esposto affinché giovani scrittori di talento riuscissero ad emergere nonostante il loro anticonformismo. Lo scopo del Premio è proprio quello di commemorare lo scrittore premiando degli autori al loro primo romanzo che mostrino elementi di assoluta originalità di forma e di schiettezza di ispirazione.
Il Premio si è svolto, per 22 edizioni, alternativamente tra Mogliano Veneto, cittadina natia di Berto, e Ricadi, comune che l'autore aveva scelto come sua dimora d'elezione, e nel cui cimitero è sepolto. Nel 2011, Il Premio è stato sospeso per un breve periodo, a causa di difficoltà economiche, e sostituito con l'assegnazione di borse di studio destinate agli autori di interessanti tesi di laurea in letteratura italiana, presso le università di Padova e di Cosenza. Nel 2015, per volontà dell'Associazione Culturale Giuseppe Berto, il Premio rinasce mantenendo l'alternanza tra Ricadi e Mogliano Veneto.
Il prestigio del premio Giuseppe Berto si è affermato anche grazie alle giurie, da sempre costituite da personalità tra le più rappresentative della scena culturale italiana. Ne hanno fatto parte, tra gli altri: Giancarlo Vigorelli, Michel David, Cesare De Michelis, Dante Troisi, Gaetano Tumiati, Michele Prisco, Luigi Lombardi Satriani, David Maria Turoldo, Massimo Fini, Michele Mari, Giorgio Pullini, Luca Doninelli, Vito Teti, Sandro Onofri, Paolo Maurensig, Nico Orengo, Natalia Aspesi, Corrado Augias, Laura Faranda, Folco Quilici, Marcello Staglieno, Giuseppe Lupo, Andrea Cortellessa, Antonio D'Orrico e Alessandro Zaccuri.

## Albo dei vincitori
| Anno | Vincitore                                | Opera                                                         | Editore             |
| ---- | ---------------------------------------- | ------------------------------------------------------------- | ------------------- |
| 1988 | Paola Capriolo                           | La grande Eulalia                                             | Feltrinelli         |
| 1989 | Michele Mari                             | Di bestia in bestia                                           | Longanesi           |
| 1990 | Luca Doninelli                           | I due fratelli                                                | Rizzoli             |
| 1991 | Sandro Onofri                            | Luce del nord                                                 | Theoria             |
| 1992 | Maurizio Salabelle                       | Un assistente inaffidabile                                    | Bollati Boringhieri |
| 1993 | Paolo Maurensig                          | La variante di Lüneburg                                       | Adelphi             |
| 1994 | Non assegnato                            |                                                               |                     |
| 1995 | Edoardo Angelino                         | L’inverno dei Mongoli                                         | Einaudi             |
| 1996 | Maria Luisa Magagnoli                    | Un caffè molto dolce                                          | Bollati Boringhieri |
| 1997 | Francesco Piccolo                        | Storie di primogeniti e figli unici                           | Einaudi             |
| 1998 | Helena Janeczek                          | Lezioni di tenebra                                            | Mondadori           |
| 1999 | Elena Stancanelli                        | Benzina                                                       | Einaudi             |
| 2000 | Evelina Santangelo                       | L’occhio cieco del mondo                                      | Einaudi             |
| 2001 | Giuseppe Lupo                            | L'americano di Celenne                                        | Marsilio            |
| 2002 | Giorgio Todde                            | Lo stato delle anime                                          | Il Maestrale        |
| 2003 | Oliviero La Stella                       | Lo spiaggiatore                                               | Fazi                |
| 2004 | Antonia Arslan                           | La masseria delle allodole                                    | Rizzoli             |
| 2005 | Umberto Contarello                       | Una questione di cuore                                        | Feltrinelli         |
| 2006 | Hamid Ziarati                            | Salam, maman                                                  | Einaudi             |
| 2007 | Francesco Pecoraro                       | Dove credi di andare                                          | Mondadori           |
| 2008 | Vincenzo Latronico                       | Ginnastica e rivoluzione                                      | Bompiani            |
| 2009 | Cynthia Collu                            | Una bambina sbagliata                                         | Mondadori           |
| 2010 | Roan Johnson                             | Prove di felicità a Roma Est                                  | Einaudi             |
| 2011 | Non assegnato                            |                                                               |                     |
| 2012 | Non assegnato                            |                                                               |                     |
| 2013 | Non assegnato                            |                                                               |                     |
| 2014 | Non assegnato                            |                                                               |                     |
| 2015 | Francesco Paolo Maria Di Salvia          | La circostanza                                                | Marsilio            |
| 2016 | Sergio Baratto                           | La steppa                                                     | Mondadori           |
| 2017 | Giulia Caminito                          | La grande A                                                   | Giunti              |
| 2018 | Francesco Targhetta                      | Le vite potenziali                                            | Mondadori           |
| 2019 | Alessio Forgione                         | Napoli mon amour                                              | NN Editore          |
| 2020 | Non assegnato causa Pandemia di COVID-19 |                                                               |                     |
| 2021 | Gabriele Sassone                         | Uccidi l’unicorno                                             | il Saggiatore       |
| 2022 | Davide Rigiani                           | Il Tullio e l’eolao più stranissimo di tutto il Canton Ticino | minimum fax         |
| 2023 | Alessandro Della Santunione              | Poco mossi gli altri mari                                     | Marcos y Marcos     |
| 2024 | Michele Ruol                             | Inventario di quel che resta dopo che la foresta brucia       | TerraRossa Edizioni |